# Donji Milanovac
Donji Milanovac (en serbe cyrillique : Доњи Милановац) est une ville de Serbie située dans la municipalité de Majdanpek, district de Bor. Au recensement de 2011, elle comptait 2 399 habitants.
Donji Milanovac fait partie de la région de la Timočka Krajina (la « Krajina du Timok »). La ville est située sur le Danube. On y trouve le centre administratif du parc national de Đerdap (Djerdap), dans lequel on peut visiter de nombreux sites naturels, comme les Portes de Fer, et de nombreux sites historiques, comme la forteresse de Golubac.

## Démographie

### Évolution historique de la population
| 1948  | 1953  | 1961  | 1971  | 1981  | 1991  | 2002  | 2011  |
| ----- | ----- | ----- | ----- | ----- | ----- | ----- | ----- |
| 2 274 | 2 629 | 2 669 | 2 595 | 2 996 | 3 338 | 3 132 | 2 399 |

|  |